# Ptilope de Makatéa
Ptilinopus chalcurus
Espèce
Statut de conservation UICN

 VU D1+2 : Vulnérable
Le Ptilope de Makatéa (Ptilinopus chalcurus) est une espèce d’oiseaux appartenant à la famille des Columbidae.

## Répartition et habitat
Cet oiseau est endémique de l'île de Makatea dans l'archipel des Tuamotu en Polynésie française. Elle vit dans les zones boisées, dans la forêt tropicale humide de basse altitude et près des villages.